# Hovea pungens
Hovea pungens är en ärtväxtart som beskrevs av George Bentham. Hovea pungens ingår i släktet Hovea och familjen ärtväxter. Inga underarter finns listade i Catalogue of Life.